# Giovanni Mpetshi Perricard
Giovanni Mpetshi Perricard, né le 8 juillet 2003 en France, est un joueur de tennis lyonnais, professionnel depuis 2021.
Doté d’un service puissant, il s’impose sur le circuit ATP en 2024, remportant ses premiers titres à Lyon et à Bâle. Cette même année, il progresse de plus de 150 places au classement mondial, faisant de lui l’un des principaux espoirs du tennis français.
Sa soeur, Daphnée Mpetshi Perricard, pratique également le tennis.

## Biographie
Giovanni Mpetshi Perricard est le fils aîné de Ghislain Mpetshi, ancien joueur de football né à Kinshasa, en République démocratique du Congo et de Sylvie Perricard. Son père joua notamment au FC Bourg-Péronnas (2002-2003). Giovanni commence le tennis dès l'âge de 4 ans, à l'AS Caluire près de Lyon. Après s'être essayé au basket et à la natation, Giovanni opte définitivement pour le tennis et gagne son premier tournoi à l'âge de 8 ans.

## Carrière

### Junior
Il obtient son meilleur résultat junior en Grand Chelem à Roland-Garros en 2021, où il atteint les demi-finales en simple. Il s'y incline face à son partenaire de double, Arthur Fils (6-3, 3-6, 65-7), avec lequel il remporte cependant le tournoi de double face à la paire composée du Belge Martin Katz et de l'Ukrainien German Samofalov.

### Carrière professionnelle

#### 2021-2023: débuts sur le circuit professionnel
En 2021, il gagne son premier titre sur le circuit Future, à Uriage, en battant en finale son ami Arthur Fils.
En 2022, il atteint deux autres finales sur le circuit Futures, à Montauban et de nouveau à Uriage.
En avril 2023, il remporte son premier titre en Challenger à León au Mexique.
Il atteint son premier quart de finale sur le circuit principal lors de sa première participation à un ATP 250 à Anvers en octobre 2023. Étant sorti des qualifications, il élimine la tête de série numéro six, l'Espagnol Roberto Carballés Baena (0-6, 6-3, 7-64), avant de battre le local David Goffin au deuxième tour (7-5, 6-3). Il s'incline en quart de finale face au futur vainqueur du tournoi, Alexander Bublik, en trois manches (4-6, 6-4, 2-6).

#### 2024: premier titre à Lyon, deuxième titre à Bâle en ATP 500, 1/8 à Wimbledon et entrée dans le top 30
En février, il remporte un deuxième tournoi Challenger à Nottingham puis deux autres en avril, au Mexique: d'abord à Cuernavaca et ensuite de nouveau à León.
En mai, il obtient une wild card pour disputer le tableau principal de l'Open Parc de Lyon. Il élimine au premier tour l'Italien Lorenzo Sonego (6-3, 6-4) et se hisse en quart de finale en bénéficiant du forfait du Japonais Yoshihito Nishioka. Il dispose ensuite d'Hugo Gaston en trois manches (6-4, 4-6, 6-3) puis de la tête de série numéro deux, Alexander Bublik en demi-finale (6-4, 7-5). Face à l'Argentin Tomás Martín Etcheverry, tête de série numéro six du tournoi, Mpetshi Perricard parvient à s'imposer en trois manches, tout en sauvant une balle de match dans le tie-break de la dernière manche (6-4, 1-6, 7-67). Cette première victoire sur le circuit principal lui permet d'intégrer le top 100 du classement ATP juste avant Roland-Garros. Invité au tournoi du Grand Chelem parisien, il est battu au premier tour par le Belge David Goffin en cinq sets (6-4, 3-6, 3-6, 7-64, 3-6).
Il commence sa saison sur herbe à Stuttgart, il parvient à se qualifier pour le tableau principal, mais s'incline d'entrée face à l'italien Lorenzo Musetti (69-7, 69-7). La semaine suivante, il passe aussi les qualifications au Queen's en disposant d'Aleksandar Vukic (6-3, 3-6, 6-3), puis Zizou Bergs (7-5, 4-6, 6-3). Il remporte au premier tour la plus grande victoire de sa carrière face au 14e mondial Ben Shelton (6-3, 7-63). Il s'incline au deuxième tour contre la wild card britannique Billy Harris. Tête de série numéro une au tournoi de qualification de Wimbledon, il assure d'abord son statut en disposant de deux Français, Ugo Blanchet ainsi qu'Antoine Escoffier en deux manches. Il s'incline à la surprise générale au troisième tour qualificatif contre un autre Français Maxime Janvier. Il est cependant repêché dans le tableau principal en tant que « Lucky Loser » à la suite du forfait d'Alejandro Davidovich Fokina. Il retrouve ainsi le 20e joueur mondial, Sebastian Korda au premier tour. Auteur d'une prestation solide, il élimine l'Américain après un combat de 5 heures et 45 minutes de jeu et quatre tie-breaks (7-65, 64-7, 7-66, 64-7, 6-3), ce qui constitue la première victoire en Grand Chelem de sa carrière, avant de battre confortablement en à peine 1h11 le Japonais Yoshihito Nishioka au tour suivant (6-4, 6-1, 6-2), enfin il bat le Finlandais Emil Ruusuvuori en quatre manches (4-6, 6-2, 7-65, 6-4) pour rallier son premier huitième de finale en tournoi du Grand Chelem. Il s'incline malgré le gain du premier set en quatre manches contre l'Italien Lorenzo Musetti, finaliste au Queen's et qui accède alors à son premier quart de finale en Majeur.
Il s'octroie fin octobre, à Bâle, son premier titre en ATP 500, à la surprise des observateurs, sortant le qualifié australien James Duckworth (7-64, 6-3), les deux Canadiens anciens Top 10 Félix Auger-Aliassime, double tenant du titre (6-1, 7-66) et Denis Shapovalov (67-7, 6-3, 7-63) contre qui il perd son seul set du tournoi. Il remporte une très belle victoire en demi-finale contre le quatorzième mondial Holger Rune (7-66, 6-4) puis une autre contre un jeune joueur, l'Américain Ben Shelton (6-4, 7-64), pourtant favori qui dispute sa première finale en Europe et a déjà disputé une demi-finale à l'US Open. Ce faisant, il conquiert donc son premier titre sur dur en carrière.

## Style de jeu
La principale qualité de Mpetshi Perricard est son service puissant et précis tant en première balle (217 km/h de moyenne en 2024) qu'en seconde balle (197 km/h de moyenne en 2024 avec un deuxième service le plus rapide de l'histoire, flashé à 235 km/h et codétenu avec Milos Raonic). Il a vu 46,5 % de ses services ne pas être retournés. Si sa grande taille (2,03 m) est une des principales raisons de cette qualité, une autre raison réside dans le fait de frapper à balle montante, à l'image d'un Oleksandr Dolgopolov en son temps.  Cette technique est relativement rare, car nécessitant une rapidité d'exécution peu commune, mais elle procure l'avantage de concentrer l'essentiel de l'énergie générée par le geste sur la balle dans la direction du carré adverse et non dans l'opposition à la gravité comme c'est le cas quand le service est en balle descendante. La conséquence est donc un transfert quasi-maximal de la puissance du serveur dans la balle. A Brisbane en 2025, Nick Kyrgios a déclaré après sa défaite contre lui qu'il "est le meilleur serveur qu'il a jamais affronté" et qu'il "sera un problème" à l'avenir. 
Outre son service, Mpetshi Perricard possède une belle mobilité pour son gabarit, une bonne volée qu'il travaille, et un honnête jeu de fond de court, bien qu'encore perfectible. Ce dernier s'articule autour d'un excellent coup droit, avec lequel il génère beaucoup de puissance, et d'un revers à une main plus friable, bien qu'il soit de plus en plus solide. Il préfère ainsi user du décalage coup droit lorsqu'il en a le temps pour frapper ses coups offensifs, notamment au retour de service sur seconde balle adverse.

## Palmarès

### Titres en simple
| No | Date       | Nom et lieu du tournoi               | Catégorie | Dotation    | Surface      | Finaliste               | Score          |          |
| -- | ---------- | ------------------------------------ | --------- | ----------- | ------------ | ----------------------- | -------------- | -------- |
| 1  | 19-05-2024 | Open Parc Auvergne-Rhône-Alpes, Lyon | ATP 250   | 579 320 €   | Terre (ext.) | Tomás Martín Etcheverry | 6-4, 1-6, 7-67 | Parcours |
| 2  | 21-10-2024 | Swiss Indoors Basel, Bâle            | ATP 500   | 2 385 100 € | Dur (int.)   | Ben Shelton             | 6-4, 7-64      | Parcours |

### Palmarès sur le circuit Challenger

#### Récompenses individuelles
- Récompense ATP 2024 : plus belle progression de l'année 2024 

## Parcours dans les tournois du Grand Chelem

### En simple
| Année | Open d'Australie | Open d'Australie | Internationaux de France | Internationaux de France | Wimbledon       | Wimbledon       | US Open         | US Open              |
| ----- | ---------------- | ---------------- | ------------------------ | ------------------------ | --------------- | --------------- | --------------- | -------------------- |
| 2020  | —                | —                | Q1                       | Go Soeda                 | —               | —               | —               | —                    |
| 2021  | —                | —                | Q1                       | Maximilian Marterer      | —               | —               | —               | —                    |
|       |                  |                  |                          |                          |                 |                 |                 |                      |
| 2023  | —                | —                | 1er tour (1/64)          | Genaro Alberto Olivieri  | —               | —               | Q2              | Aidan Mayo           |
| 2024  | Q3               | Hugo Grenier     | 1er tour (1/64)          | David Goffin             | 1/8 de finale   | Lorenzo Musetti | 1er tour (1/64) | T. Martín Etcheverry |
| 2025  | 1er tour (1/64)  | Gaël Monfils     | 2e tour (1/32)           | Damir Dzumhur            | 1er tour (1/64) | Taylor Fritz    |                 |                      |

N.B. : à droite du résultat se trouve le nom de l'ultime adversaire.

### En double messieurs
| Année | Open d'Australie | Open d'Australie | Internationaux de France                                                            | Internationaux de France | Wimbledon | Wimbledon                                                                          | US Open | US Open |
| ----- | ---------------- | ---------------- | ----------------------------------------------------------------------------------- | ------------------------ | --------- | ---------------------------------------------------------------------------------- | ------- | ------- |
| 2023  | —                | —                | 1er tour (1/32) Arthur Fils \|\| style="text-align:left;" \| T. Arribagé L. Sanchez | —                        | —         | —                                                                                  | —       |         |
| 2024  | —                | —                | 1er tour (1/32) T. Droguet \|\| style="text-align:left;" \| G. Barrère L. Pouille   | —                        | —         | 1er tour (1/32) Arthur Fils \|\| style="text-align:left;" \| M. Arévalo Mate Pavić |         |         |

N.B. : le nom du partenaire se trouve sous le résultat ; les noms des ultimes adversaires se trouvent à droite.

## Parcours dans lesMasters 1000
| Année | Indian Wells          | Miami               | Monte-Carlo          | Madrid             | Rome                 | Canada          | Cincinnati        | Shanghai             | Paris                |
| ----- | --------------------- | ------------------- | -------------------- | ------------------ | -------------------- | --------------- | ----------------- | -------------------- | -------------------- |
| 2024  | —                     | —                   | —                    | —                  | —                    | —               | 1er tour Zhang Z. | 1er tour S. Wawrinka | 2e tour K. Khachanov |
| 2025  | 3e tour T. Griekspoor | 2e tour J. Thompson | 1er tour J. Thompson | 1er tour M. Navone | 1er tour J. Thompson | 2e tour H. Rune | 1er tour C. Wong  |                      |                      |

N.B. : sous le résultat se trouve le nom de l’ultime adversaire.

## Classements ATP en fin de saison
| Année          | 2019 | 2020 | 2021 | 2022 | 2023 | 2024 |
| Rang en simple | 1505 | 1407 | 598  | 374  | 206  | 31   |
| Rang en double | –    | –    | 662  | 731  | –    | 366  |

Source : (en) Classements de Giovanni Mpetshi Perricard sur le site officiel de la Fédération internationale de tennis